# Balakleja
Balakleja (ukrainisch Балаклея; russisch Балаклея/Balakleja) ist ein Dorf in der zentralukrainischen Oblast Tscherkassy mit etwa 4000 Einwohnern.

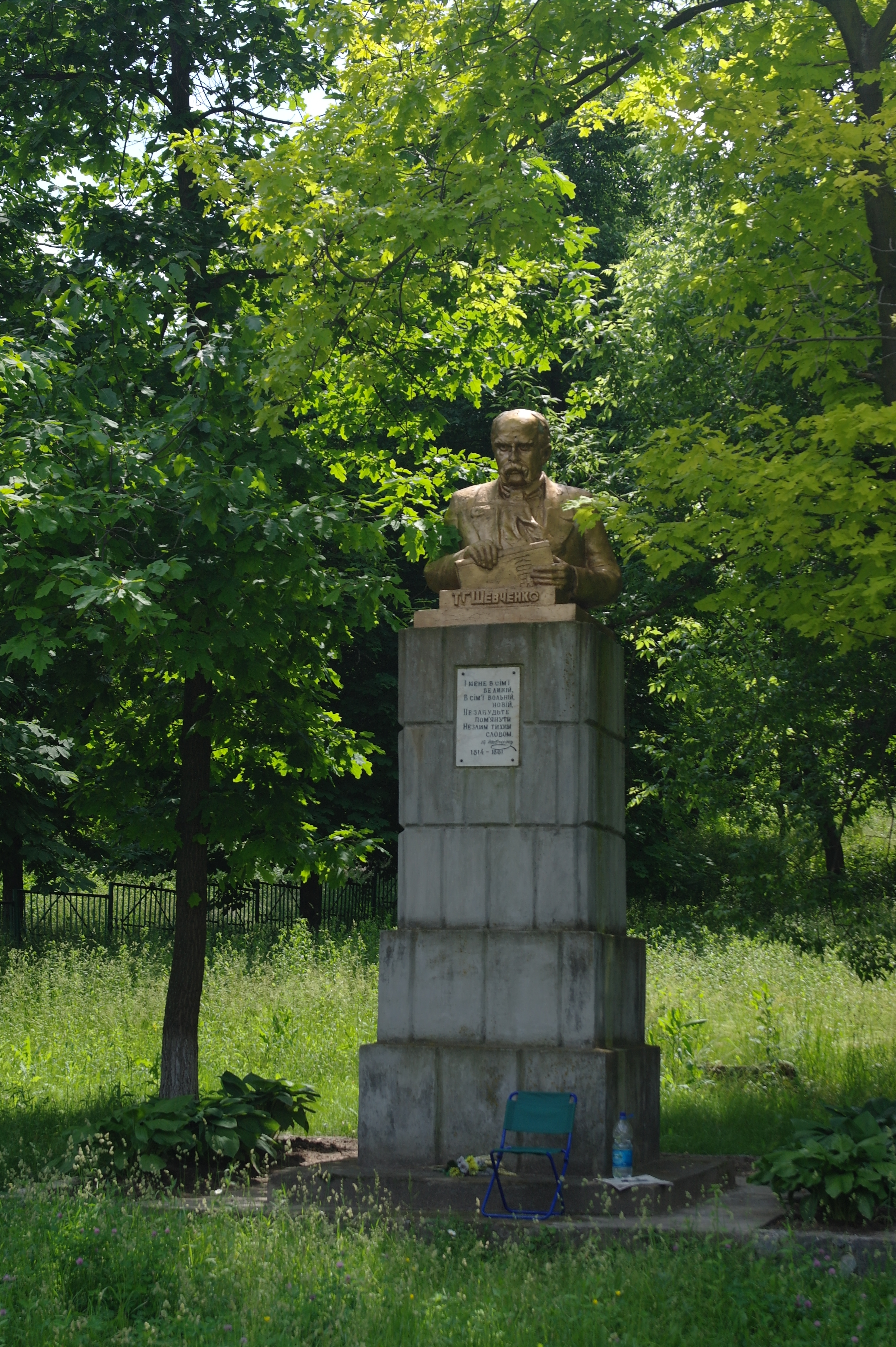
Schewtschenko-Denkmal im Ort

Der Ort liegt etwa 12 Kilometer westlich der ehemaligen Rajonshauptstadt Smila und 32 Kilometer südwestlich der Oblasthauptstadt Tscherkassy an der Nationalstraße N 01.
Das Dorf wurde 1648 zum ersten Mal schriftlich erwähnt und trug bis zum 7. Oktober 2004 den Namen Balaklija (Балаклія).

## Verwaltungsgliederung
Am 13. April 2018 wurde das Dorf zum Zentrum der neugegründeten Landgemeinde Balakleja (ukrainisch Балаклеївська сільська громада/Balaklejiwska silska hromada), zu dieser zählten auch noch die Dörfer Male Starosillja und Teklyne, bis dahin bildete es zusammen mit dem Dorf Teklyne die gleichnamige Landratsgemeinde Balakleja (Балаклеївська сільська рада/Balaklejiwska silska rada) im Norden des Rajons Smila.
Am 12. Juni 2020 kamen noch 3 in der untenstehenden Tabelle aufgelistetene Dörfer zum Gemeindegebiet.
Am 17. Juli 2020 kam es im Zuge einer großen Rajonsreform zum Anschluss des Rajonsgebietes an den Rajon Tscherkassy.
Folgende Orte sind neben dem Hauptort Balakleja Teil der Gemeinde:
| Name                     | Name            | Name                                 |
| ukrainisch transkribiert | ukrainisch      | russisch                             |
| ------------------------ | --------------- | ------------------------------------ |
| Budky                    | Будки           | Будки (Budki)                        |
| Kostjantyniwka           | Костянтинівка   | Константиновка (Konstantinowka)      |
| Male Starosillja         | Мале Старосілля | Малое Староселье (Maloje Staroselje) |
| Ploske                   | Плоске          | Плоское (Ploskoje)                   |
| Teklyne                  | Теклине         | Теклино (Teklino)                    |